# Universal Volley Femminile Modène
Maillots
L'Universal Modena  est un ancien club italien de volley-ball basé à Modène qui a fonctionné de 1970 à 2013.

## Historique
- 1970 : Fondation du club sous le nom de Sporting Group Universal
- 2002 : Le club déménage à Carpi et prend le nom d'Universal Possidiese Carpi
- 2005 : Le club se renomme, Universal Volley Féminin Carpi
- 2010 : Déménagement du club à Modène, le club prend son appellation actuelle.
- Le 22 janvier 2013, le club se retire du championnat de Serie A1 et cesse toutes activités sportives[1].

## Palmarès
- Coupe d'Italie A2
  - Finaliste : 2002, 2010.

## Effectifs

### Saison 2012-2013[2]
Entraîneur : Claudio Cesar Cuello  Argentine
| No  | Nom                      | Date de Naissance  | Taille | Poids | Nationalité | Poste                     |
| --- | ------------------------ | ------------------ | ------ | ----- | ----------- | ------------------------- |
| 3.  | Paola Croce              | 6 mars 1978        | 167    | 52    | Italie      | Libero                    |
| 4   | Federica Valeriano       | 15 octobre 1985    | 179    | 66    | Italie      | Réceptionneuse-attaquante |
| 5.  | Paola Paggi              | 6 décembre 1976    | 182    | 72    | Italie      | Centrale                  |
| 6.  | Alisha Glass             | 5 avril 1988       | 184    | 72    | États-Unis  | Passeuse                  |
| 8.  | Jenny Barazza            | 24 juillet 1981    | 188    | 77    | Italie      | Centrale                  |
| 9.  | Anja Spasojević          | 4 juillet 1983     | 187    | 75    | Serbie      | Réceptionneuse-attaquante |
| 11. | Natalia Guadalupe Brussa | 13 février 1985    | 188    | 71    | Italie      | Réceptionneuse-attaquante |
| 12. | Taismary Agüero          | 5 mars 1977        | 177    | 68    | Italie      | Attaquante                |
| 13. | Christa Harmotto         | 12 octobre 1986    | 188    | 79    | États-Unis  | Centrale                  |
| 15. | Simona Rinieri           | 1er septembre 1977 | 188    | 85    | Italie      | Réceptionneuse-attaquante |
| 16. | Chiara Scarabelli        | 8 septembre 1993   | 182    | 79    | Italie      | Réceptionneuse-attaquante |
| 17. | Francesca Mari           | 30 mars 1983       | 182    | 71    | Italie      | Passeuse                  |
| 18. | Dóra Horváth             | 4 mars 1988        | 186    | 75    | Hongrie     | Réceptionneuse-attaquante |